# 外国医師等が行う臨床修練に係る医師法第十七条等の特例等に関する法律
外国医師等が行う臨床修練に係る医師法第十七条等の特例等に関する法律（がいこくいしとうがおこなうりんしょうしゅうれんにかかるいしほうだいじゅうななじょうとうのとくれいとうにかんするほうりつ、昭和62年5月26日法律第29号）は、外国医師、外国歯科医師、外国看護師等の日本国内での臨床修練に関する日本の法律である。
制定当時の題名は「外国医師又は外国歯科医師が行う臨床修練に係る医師法第十七条及び歯科医師法第十七条の特例等に関する法律」であり、2006年改正により、適用範囲が外国医師、外国歯科医師のほかに外国看護師等に拡大したことに合わせて「外国医師等が行う臨床修練に係る医師法第十七条等の特例等に関する法律」に改題され、更に2014年改正により、適用範囲が臨床修練のほか、臨床教授等に拡大したことに合わせて現行の題名に改題された。
1987年（昭和62年）5月26日に公布された。

## 内容
日本国内で外国医師、外国歯科医師、外国看護師等の資格を持った者の知識・技能の臨床修練を行う。外国看護師等とは、外国において助産師、看護師、歯科衛生士、診療放射線技師、歯科技工士、臨床検査技師、理学療法士、作業療法士、視能訓練士、臨床工学技士、義肢装具士、言語聴覚士又は救急救命士に相当する資格を有する者である。また日本国内において、外国医師又は外国歯科医師が臨床教授等を行う。臨床教授等は、外国看護師等はできない。
薬剤師、はり師、きゅう師、あん摩マッサージ指圧師、柔道整復師に相当する資格を持った者の臨床修練は認められていない。